# ژرار دوپره

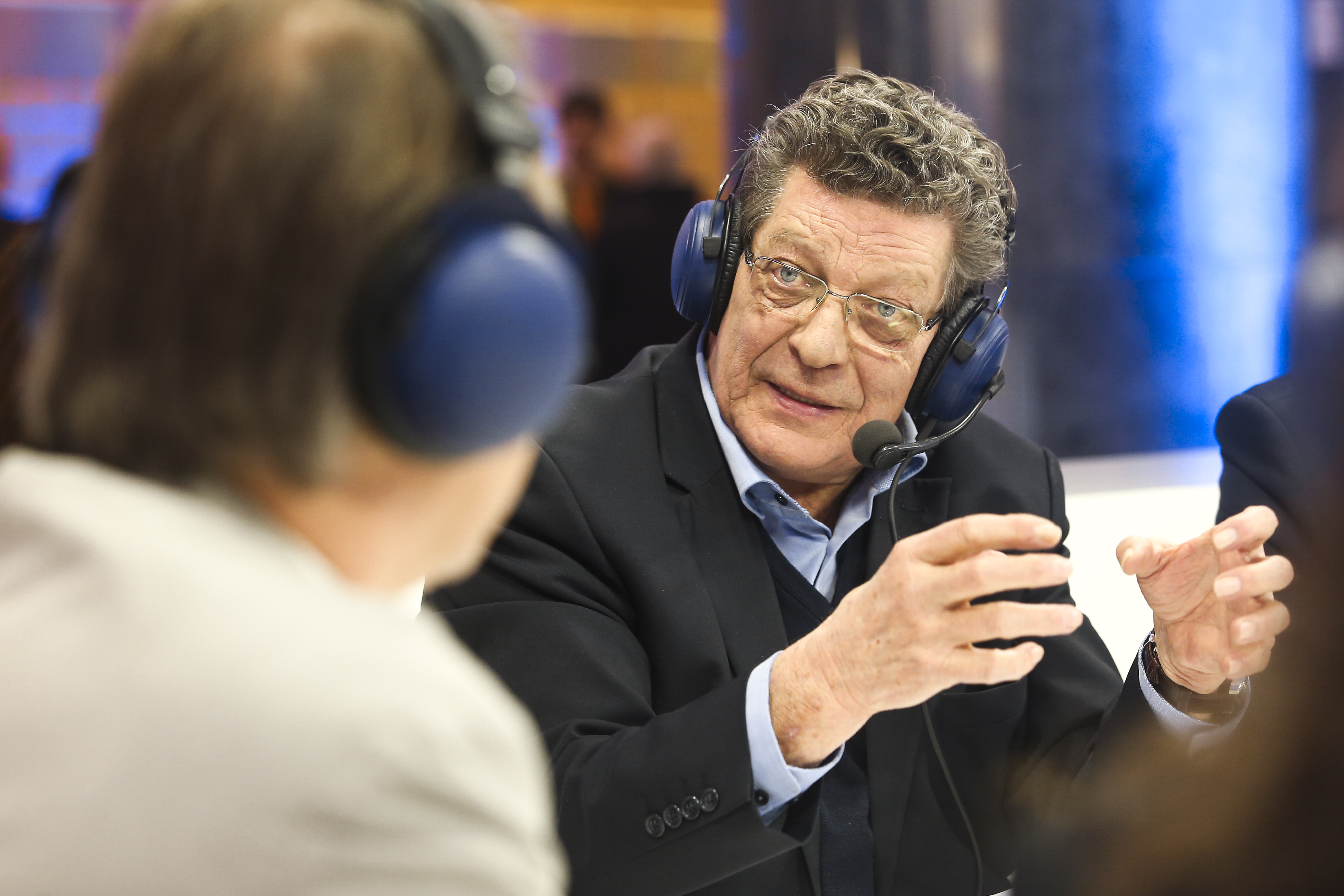
نگاره‌ای از ژرار دوپره، سیاستمدار بلژیکی - ۲۰۱۵

ژرار دوپره (به فرانسوی: Gérard Deprez) (زاده ۱۳ سپتامبر ۱۹۴۳) در شهر باستون، سیاستمدار بلژیکی و یکی از ۲۱ نماینده بلژیک برای دورهٔ ۲۰۱۴–۲۰۱۹ در پارلمان اروپا است.

## فعالیت‌های ضد جمهوری اسلامی
دوپره از نمایندگان نزدیک به سازمان مجاهدین خلق و مریم رجوی است. او رئیس گروهی تحت عنوان «دوستان ایران آزاد» در پارلمان اروپا به‌عهده دارد که گروهی متحد با سازمان مجاهدین خلق است. دوپره فعالیت‌هایی در تلاش برای ایجاد محدودیت برای دولت ایران داشته و به دلیل «ملاحظات حقوق بشری» خواهان محدودیت و مشروط شدن روابط کشورهای اروپایی با ایران شده‌است.